# Natação no Campeonato Mundial de Esportes Aquáticos de 2009 - 200 m peito masculino
A prova dos 200 metros peito masculino da natação no Campeonato Mundial de Esportes Aquáticos de 2009 ocorreu nos dias 30 e 31 de julho no Stadio del Nuoto em Roma.

## Recordes
Antes desta competição, os recordes mundiais e do campeonato nesta prova eram os seguintes:
| Tipo                  | Atleta          | Tempo   | Local     | Data                | Ref |
| --------------------- | --------------- | ------- | --------- | ------------------- | --- |
|                       | Kosuke Kitajima | 2:07,51 | Tóquio    | 8 de junho de 2008  | ver |
| Recorde do campeonato | Kosuke Kitajima | 2:09,42 | Barcelona | 24 de julho de 2003 | ver |

## Medalhistas
| Ouro                | Prata               | Bronze                                            |
| Daniel Gyurta (HUN) | Eric Shanteau (USA) | Giedrius Titenis (LTU) · Christian Sprenger (AUS) |

## Resultados

### Eliminatórias
Estes são os resultados das eliminatórias:
| Pos. | Atleta                     | Tempo   | Bateria | Raia | Notas                 |
| ---- | -------------------------- | ------- | ------- | ---- | --------------------- |
| 1    | USA Eric Shanteau          | 2:08.55 | 9       | 4    | Recorde do campeonato |
| 2    | HUN Daniel Gyurta          | 2:08.71 | 9       | 5    |                       |
| 3    | ITA Loris Facci            | 2:08.85 | 8       | 3    | Recorde nacional      |
| 4    | GER Marco Koch             | 2:09.06 | 8       | 4    |                       |
| 5    | BRA Henrique Barbosa       | 2:09.22 | 7       | 4    |                       |
| 6    | KAZ Yevgeniy Ryzhkov       | 2:09.26 | 6       | 4    |                       |
| 7    | LTU Giedrius Titenis       | 2:09.28 | 5       | 8    |                       |
| 8    | ITA Edoardo Giorgetti      | 2:09.29 | 8       | 7    |                       |
| 9    | GBR Kris Gilchrist         | 2:09.31 | 7       | 2    |                       |
| 10   | JPN Yuta Suenaga           | 2:09.33 | 8       | 5    |                       |
| 11   | FRA Hugues Duboscq         | 2:09.45 | 9       | 3    |                       |
| 12   | AUS Christian Sprenger     | 2:09.82 | 7       | 8    |                       |
| 13   | RSA Neil Versfeld          | 2:09.86 | 9       | 2    |                       |
| 14   | RUS Grigory Falko          | 2:10.23 | 7       | 9    |                       |
| 15   | UKR Igor Borysik           | 2:10.39 | 7       | 7    |                       |
| 16   | AUS Brenton Rickard        | 2:10.54 | 7       | 5    |                       |
| 17   | JPN Naoya Tomita           | 2:10.85 | 9       | 6    |                       |
| 18   | KAZ Vladislav Polyakov     | 2:11.09 | 8       | 1    |                       |
| 19   | AUT Maxim Podoprigora      | 2:11.17 | 6       | 5    |                       |
| 20   | DEN Chris Boe Christensen  | 2:11.41 | 6       | 2    |                       |
| 21   | GBR Richard Webb           | 2:11.78 | 9       | 1    |                       |
| 22   | CAN Paul Kornfeld          | 2:11.87 | 8       | 9    |                       |
| 23   | UKR Valerii Dymo           | 2:12.08 | 6       | 6    |                       |
| 24   | GER Johannes Neumann       | 2:12.12 | 7       | 6    |                       |
| 25   | ISL Jakob Johann Sveinsson | 2:12.39 | 5       | 4    |                       |
| 26   | CAN Scott Dickens          | 2:12.57 | 8       | 8    |                       |
| 27   | BRA Tales Cerdeira         | 2:12.62 | 7       | 3    |                       |
| 28   | AUT Istvan Mate            | 2:12.64 | 9       | 9    |                       |
| 29   | RSA William Diering        | 2:12.84 | 8       | 2    |                       |
| 30   | IRL Andrew Bree            | 2:12.90 | 5       | 5    |                       |

| Ver o restante da classificação | Ver o restante da classificação | Ver o restante da classificação | Ver o restante da classificação | Ver o restante da classificação | Ver o restante da classificação | Ver o restante da classificação |
| Pos.                            | Atleta                          | Tempo                           | Bateria                         | Raia                            | Notas                           |                                 |
| ------------------------------- | ------------------------------- | ------------------------------- | ------------------------------- | ------------------------------- | ------------------------------- | ------------------------------- |
| 31                              | LUX Laurent Carnol              | 2:13.00                         | 6                               | 7                               |                                 |                                 |
| 32                              | IND Sandeep Sejwal              | 2:13.22                         | 6                               | 0                               |                                 |                                 |
| 33                              | MEX Alejandro Jacobo            | 2:13.37                         | 6                               | 9                               |                                 |                                 |
| 34                              | POL Slawomir Wolniak            | 2:13.83                         | 7                               | 1                               |                                 |                                 |
| 35                              | SVK Tomas Klobucnik             | 2:14.33                         | 5                               | 2                               |                                 |                                 |
| 36                              | ISR Tom Beeri                   | 2:14.59                         | 9                               | 0                               |                                 |                                 |
| 37                              | POL Slawomir Kuczko             | 2:14.74                         | 8                               | 0                               |                                 |                                 |
| 38                              | SEN Malick Fall                 | 2:15.00                         | 5                               | 1                               |                                 |                                 |
| 39                              | AND Haciane Hocine              | 2:15.37                         | 6                               | 1                               |                                 |                                 |
| 40                              | ISR Gal Nevo                    | 2:15.49                         | 4                               | 3                               |                                 |                                 |
| 41                              | POR Carlos Almeida              | 2:15.58                         | 6                               | 3                               |                                 |                                 |
| 42                              | MEX Joshua Arreguin             | 2:16.57                         | 5                               | 7                               |                                 |                                 |
| 43                              | VIE Viet Nguyen Huu             | 2:16.85                         | 4                               | 5                               |                                 |                                 |
| 44                              | CHN Guoying Zhang               | 2:17.07                         | 6                               | 8                               |                                 |                                 |
| 45                              | FIN Eetu Karvonen               | 2:18.61                         | 5                               | 9                               |                                 |                                 |
| 46                              | TPE WeiWen Wang                 | 2:19.55                         | 4                               | 4                               |                                 |                                 |
| 47                              | UZB Dmitriy Shvetsov            | 2:20.14                         | 3                               | 1                               |                                 |                                 |
| 48                              | COL Jorge Mario Murillo Valdes  | 2:20.53                         | 5                               | 3                               |                                 |                                 |
| 49                              | KGZ Dmitrii Aleksandrov         | 2:20.65                         | 4                               | 7                               |                                 |                                 |
| 50                              | CHN Shuai Wang                  | 2:20.78                         | 5                               | 6                               |                                 |                                 |
| 51                              | INA Indra Gunawan               | 2:20.81                         | 4                               | 9                               |                                 |                                 |
| 52                              | SIN Jinwen Mark Tan             | 2:21.42                         | 4                               | 6                               |                                 |                                 |
| 53                              | LIB Wael Koubrousli             | 2:21.65                         | 4                               | 8                               |                                 |                                 |
| 54                              | PUR Daniel Velez                | 2:22.19                         | 3                               | 8                               |                                 |                                 |
| 55                              | EST Matthew Charles Smith       | 2:22.20                         | 2                               | 3                               |                                 |                                 |
| 56                              | CHI Benjamin Guzman Blanco      | 2:22.25                         | 4                               | 1                               |                                 |                                 |
| 57                              | UZB Ivan Demyanenko             | 2:23.95                         | 3                               | 3                               |                                 |                                 |
| 58                              | PAN Edgar Crespo                | 2:24.08                         | 4                               | 0                               |                                 |                                 |
| 59                              | IND Agnishwar Jayaprakash       | 2:24.49                         | 3                               | 2                               |                                 |                                 |
| 60                              | NAM Maximilian Siedentopf       | 2:24.70                         | 2                               | 4                               |                                 |                                 |
| 61                              | SIN Jia Hao Ng                  | 2:25.77                         | 3                               | 6                               |                                 |                                 |
| 62                              | KUW Abdulrahman Albader         | 2:26.18                         | 4                               | 2                               |                                 |                                 |
| 63                              | ESA Juan Guerra                 | 2:26.19                         | 3                               | 4                               |                                 |                                 |
| 64                              | MNP Eli Ebenezer Wong           | 2:26.83                         | 3                               | 9                               |                                 |                                 |
| 65                              | UAE Mubarak Al Besher           | 2:28.36                         | 2                               | 2                               |                                 |                                 |
| 66                              | PAR Renato Prono Fernandez      | 2:30.13                         | 5                               | 0                               |                                 |                                 |
| 67                              | TAH Rainui Teriipaia            | 2:30.75                         | 3                               | 7                               |                                 |                                 |
| 68                              | PER Pedro Luna Llamosas         | 2:31.76                         | 3                               | 0                               |                                 |                                 |
| 69                              | SUR Diguan Pigot                | 2:32.15                         | 2                               | 6                               |                                 |                                 |
| 70                              | ESA Rafael Alfaro               | 2:32.74                         | 2                               | 5                               |                                 |                                 |
| 71                              | KGZ Timur Kartabaev             | 2:33.69                         | 3                               | 5                               |                                 |                                 |
| 72                              | MLT Andrea Agius                | 2:35.06                         | 2                               | 1                               |                                 |                                 |
| 73                              | TKM Hemra Nurmyradov            | 2:36.00                         | 2                               | 0                               |                                 |                                 |
| 74                              | TAH Vincent Perry               | 2:37.18                         | 2                               | 7                               |                                 |                                 |
| 75                              | MRI K. Cheung Ho Yan            | 2:38.31                         | 1                               | 5                               |                                 |                                 |
| 76                              | PNG Ian Bond Wolongkatop Nakmai | 2:39.41                         | 1                               | 4                               |                                 |                                 |
| 77                              | NCA Pablo Navarrete             | 2:40.57                         | 2                               | 8                               |                                 |                                 |
| 78                              | TKM Serdar Mopyyev              | 2:48.47                         | 1                               | 3                               |                                 |                                 |
| 79                              | MDV Hussain Mubah               | 3:10.54                         | 1                               | 6                               |                                 |                                 |

### Semifinal
Estes são os resultados das semifinais:
| Pos. | Atleta                 | Bateria | Raia | Tempo   | Notas            |
| ---- | ---------------------- | ------- | ---- | ------- | ---------------- |
| 1    | AUS Christian Sprenger | 1       | 7    | 2:07.31 | Recorde mundial  |
| 2    | USA Eric Shanteau      | 2       | 4    | 2:07.42 |                  |
| 3    | AUS Brenton Rickard    | 1       | 8    | 2:07.89 |                  |
| 4    | HUN Daniel Gyurta      | 1       | 4    | 2:08.08 | Recorde europeu  |
| 5    | LTU Giedrius Titenis   | 2       | 6    | 2:08.35 |                  |
| 6    | ITA Loris Facci        | 2       | 5    | 2:08.50 | Recorde nacional |
| 7    | BRA Henrique Barbosa   | 2       | 3    | 2:08.56 |                  |
| 8    | ITA Edoardo Giorgetti  | 1       | 6    | 2:08.63 |                  |
| 9    | FRA Hugues Duboscq     | 2       | 7    | 2:09.00 |                  |
| 10   | GBR Kris Gilchrist     | 2       | 2    | 2:09.01 |                  |
| 11   | RUS Grigory Falko      | 1       | 1    | 2:09.36 |                  |
| 12   | GER Marco Koch         | 1       | 5    | 2:09.44 |                  |
| 13   | RSA Neil Versfeld      | 2       | 1    | 2:09.61 |                  |
| 14   | JPN Yuta Suenaga       | 1       | 2    | 2:09.70 |                  |
| 15   | KAZ Yevgeniy Ryzhkov   | 1       | 3    | 2:10.15 |                  |
| 16   | UKR Igor Borysik       | 2       | 8    | 2:10.82 |                  |

### Final
Estes são os resultados da final:
| Pos.              | Atleta                 | Raia | Tempo   | Notas |
| ----------------- | ---------------------- | ---- | ------- | ----- |
| Medalha de ouro   | HUN Daniel Gyurta      | 6    | 2:07.64 |       |
| Medalha de prata  | USA Eric Shanteau      | 5    | 2:07.65 |       |
| Medalha de bronze | LTU Giedrius Titenis   | 2    | 2:07.80 |       |
| Medalha de bronze | AUS Christian Sprenger | 4    | 2:07.80 |       |
| 5                 | AUS Brenton Rickard    | 3    | 2:08.23 |       |
| 6                 | ITA Edoardo Giorgetti  | 8    | 2:08.86 |       |
| 7                 | BRA Henrique Barbosa   | 1    | 2:09.35 |       |
| 8                 | ITA Loris Facci        | 7    | 2:10.26 |       |

## Novos recordes
| Tipo                  | Atleta             | Tempo   | Local | Data                | Ref |
| --------------------- | ------------------ | ------- | ----- | ------------------- | --- |
|                       | Christian Sprenger | 2:07.31 | Roma  | 30 de julho de 2009 | ver |
| Recorde do campeonato | Christian Sprenger | 2:07.31 | Roma  | 30 de julho de 2009 | ver |

Legenda
| Recorde mundial       | Recorde mundial (World record)               |                       | Recorde africano                      | Recorde africano (African) |                                           | Q | Classificado por posição (Qualified) |
| Recorde do campeonato | Recorde do campeonato (Championship record)  | Recorde da América    | Recorde da América (Americas)         | q                          | Classificado por melhor tempo (Qualified) |   |                                      |
| Melhor marca do ano   | Melhor marca do ano (World leading)          | Recorde asiático      | Recorde asiático (Asian)              | DNS                        | Não largou (Did not start)                |   |                                      |
| Recorde nacional      | Recorde nacional (National record)           | Recorde europeu       | Recorde europeu (European)            | DNF                        | Não terminou (Did not finish)             |   |                                      |
| Recorde pessoal       | Recorde pessoal do atleta (Personal best)    | Recorde da Oceania    | Recorde da Oceania (Oceania)          | DSQ / DQ                   | Desclassificado (Disqualified)            |   |                                      |
| Recorde da temporada  | Recorde da temporada do atleta (Season best) | Recorde sul-americano | Recorde sul-americano (South America) | NM                         | Sem marca (No mark)                       |   |                                      |